# Odiáxere
Odiáxere est une paroisse civile portugaise (en portugais : freguesia) de la municipalité de Lagos en Algarve.
Lors du recensement de 2021, Odiáxere compte 3 046 habitants.